# Калифорнийски технологичен институт
Калифорнийският технологичен институт, известен още като Калтек (на английски: California Institute of Technology или Caltech) е частен, смесен университет намиращ се в Пасадена, Калифорния в САЩ. Калтек силно набляга на естествените науки и инженерството. Освен това Калтек оперира и управлява лабораторията JPL на НАСА, комплекс за апарати за автономен космически полет, който ръководи разработката и експлоатацията на повечето космически сонди на НАСА.

## История
Калтек израства от професионално училище основано в Пасадена през 1891 г. от местния бизнесмен и политик Еймос Г. Трууп. Училището е известно през годините като Университета на Трууп (Throop University), Политехнически институт на Трууп (Throop Polytechnic Institute) и Технологически колеж на Трууп (Throop College of Technology) преди да приеме сегашното си име през 1920 г. Калтек и Политехническата гимназия (Polytechnic School), частно училище намиращо се от другата страна на улицата са част от една и съща институция до 1907 г.
Астрономът Джордж Елъри Хейл е движещата сила за растежа на Калтек до национална значимост. Хейл става член на съвета на настоятелите на университета след идването му в Пасадена през 1907 г. като директор на Обсераваторията на в. Уилсън. По време когато научно-изследоватлската дейност в САЩ е още в зародиш, Хейл вижда възможност създаде в Пасадена институция за сериозна изследователска дейност и образование в инженерството и естествените науки. Хейл успява да привлече частни дарения на земя и пари, които му позволяват да обзаведе университета с добре оборудвани, модерни лаборатории. След това той убеждава двама от водещите американски учени на онова време, физикохимика Артър Еймос Нойз и експерименталния физик Робърт Андрюс Миликън да се присъединят към преподавателите на Калтек и да допринесат за проекта, превръщайки го в център за наука и техника.
През 1917 г. Хейл наема архитекта Бертрам Гуудхю да направи план за кампуса заемащ 89 000 m². Гуудхю създава общото разположение на кампуса и проектира сградата по физика, Дабни Хол (Dabney Hall) и още няколко постройки, в които се стреми да съчетае и да бъде верен на местния климат, на духа на университета и на образователната философия на Хейл. Неговият проект за Калтек е силно повлиян от традиционната архитектура на испанските мисии в Южна Калифорния.
Под ръководството на Хейл, Нойз и Миликън (и благодарение на бума на икономиката на Южна Калифорния), Калтек израства до национална значимост през 20-те години на 20 век. През 1923 г.
Миликън получава Нобелова награда за физика. През 1925 г. университетът основава факултета по геология и наема Уилям Бенет Мънро, тогава председател на подразделението за история, правителство и икономика в Харвардския университет, за да създаде подразделение за хуманитарни и обществени науки в Калтек. През 1928 г. е създадено подразделение за биология под ръководството на Томас Хънт Морган, най-изтъкнатият биолог в САЩ и откривател на ролята на гените и хромозомите за наследствеността. През 1926 г. е създана аспирантска програма по аеронавтика, която впоследствие привлича Теодор фон Карман. По-късно той допринася за създаването на JPL и превръща Калтек в един от най-важните центрове по ракетни науки. През 1928 г. започва строежът на обсерваторията в Паломар.
Миликън служи като „председател на изпълнителния съвет“ (еквивалентен на президент на Калтек) от 1921 до 1945 г. и неговото влияние е толкова голямо, че понякога наричат института „училището на Миликън“. През 50-те, 60-те и 70-те години на 20 век Калтек е дом на двама от безспорно най-великите теоретични физици на онова време Мъри Гел-Ман и Ричард Файнман. И двамата получават Нобелови награди за работата си, която заема централно място в създаването на така наречения „стандартен модел“ във физиката на елементарните частици. Файнман е известен и извън общността на физиците като изключителен преподавател и колоритна и необичайна личност.
През 1971 г. земетресение от магнитуд 6,5 в Сан Фернандо предизвиква щети на кампуса на Калтек. Инженерите, оценяващи щетите, решават че две от историческите сгради, Трууп Хол (Throop Hall) и проектираният от Гуудхю Аудиториум на Кълбертсън (Culbertson Auditorium), и двете датиращи от най-ранните дни на института, са се пропукали. Това са едни от първите сгради от стоманобетон
и техните планове не съдържат достатъчно детайлна информация (като например колко арматура е използвана в бетона), за да е сигурно, че са безопасни. Затова инженерите нареждат тяхното събаряне. Инженерите са сгрешили и събарянето изисква значително повече усилия, отколкото би било необходимо, ако сградите наистина са застрашени от срутване. Разбиването на бетона разкрива големи количества арматура, многократно надхвърлящи предписаните от нормите за безопасност. За да бъдат извозени, парчетата арматура се налага да бъдат наразани наполовина и целият процес отнема много повече време от планираното.
До днешен ден Калтек остава малък и високо специалиазиран университет, с около 900 студенти учащи за степен бакалавър, 1300 студенти учащи за степените магистър и аспиранти учащи за степен доктор, и около 900 преподаватели (включително 378 професори, 54 постоянни преподаватели изследователи и 545 временни преподаватели). Университетът е частна институция, управлявана от своя Борд на Настоятелите.
До 2005 г. Калтек има 31 Нобелови лауреати. В това число влизат 17 възпитаници на университета, 14 професори, които не са завършили Калтек и 4 възпитаници, които са и професори (Карл Дейвид Андерсън, Лайнъс Полинг, Уилям Алфред Фаулър и Едуард Б. Люиз). Броят на наградите е 32, тъй като Полинг получава две награди – и за химия, и за мир. С по-малко от 25 000 възпитаници през годините, почти един на хиляда студенти от Калтек е носител на Нобелова награда – постижение, ненадминато от никой друг университет. Петима преподаватели и възпитаници са получили наградата Крофърд от Кралската шведска академия на науките, 47 са наградени с Националния медал на науката на САЩ, а 10 – с Националния медал на техниката на САЩ. Други известни учени са свързани с Калтек като временни преподаватели (например Барбара МакКлинток, Джеймс Уотсън и Шелдън Ли Глешоу) или като гостуващи професори (например Алберт Айнщайн и Едуард Уитън).
Комедийният филм Истински гений и криминалната поредица Криминални уравнения на американската телевизия CBS са базирани приблизително на събития в Калтек.
Калтек е на седмо място заедно с Масачузетския технологичен институт в класацията за най-добър университет в САЩ на U.S. News & World Report от 2006 г.
Научният център „Спицер“ (на английски: Spitzer Science Center, съкратено SSC) намиращ се в кампуса на Калтек, е центърът за анализ на данните и обществена поддръжка на космическия телескоп Спицер на НАСА. Центърът е част от Център за обработка и анализ на инфрачервени вълни (на английски Infrared Processing and Analysis Center, съкратено IPAC) към НАСА и работи в сътрудничество с лабораторията JPL.

## Образование
Образованието в Калтек набляга на качеството вместо на количеството, концентрирайки се върху ядро от академични дисциплини от много висок калибър. Калтек е известен с интердисциплинарните си програми улеснени от физически малкия кампус.
Обратно, като малък институт, Калтек не може и не предлага широта на академичната програма, каквато е възможна в по-големите университети.

### Академични факултети
Калтек има шест подразделения, всяко от които включва няколко факултета и предлага няколко програми водещи до степените бакалавър, магистър или доктор, както и няколко интердисциплинарни програми.
- Подразделение по биология
- Подразделение по химия и химическо инженерство
  - Химия
  - Химическо инженерство
- Подразделение по инженерство и приложни науки
  - Аеронавтика
  - Електрическо инженерство
  - Информатика
  - Контрол и динамични системи
  - Материалознание
  - Механическо инженерство
  - приложна и изчислителна математика
  - Приложна механика
  - Приложна физика
  - Строително инженерство
- Подразделение по гео- и планетарни науки
  - Геология
  - Геобиология
  - Геохимия
  - Геофизика
  - Планетология
- Подразделение по хуманитарни и социални науки
  - Хуманитарни науки
    - История
    - Английски език
    - История и философия на науките

  - Обществени науки
    - Икономика
    - Бизнес икономика и мениджмънт
    - Обществени науки
- Подразделение за физика, математика и астрономия
  - Физика
  - Математика
  - Астрономия
- Приложна физика
- Биохимия
- Биоинженерство
- Биофизика
- Изчисления и невронни системи
- Контрол и динамични системи
- Екология и инженерство
- Геобиология и астробиология
- Геохимия
- Планетология

Не всички програми се предлагат и за студенти и за аспиранти.

### Бакалавърска студентска програма
Калтек е на триместриална програма, с един триместър преди зимната ваканция и два след нея. Така учебната година започва в късния септември и завършва в средата на юни за разлика от повечето колежи в САЩ. Друга отличителна черта е, че студентите вземат средно по пет курса на триместър, а не четири (въпреки че минимумът е четири, много студенти вземат по шест, а някои и повече курсове). За разлика от повечето колежи в САЩ не е прието студентите да завършват с една главна специалност (на ангийски major) и друга второстепенна специалност (на английски minor), с по-малко изисквания. През 2006 г. има само една такава второстепенна специалност – контрол и динамични системи, а факултетът по хуманитарни и обществени науки планира да открие четири нови второстепенни специалности – английски език, история, философия и „история и философия на науката“. Вместо около 10% от студентите завършват с две нормални специалности. Това е постижимо тъй като специалностите по хуманитарни и обществени науки са предназачени да бъдат взети заедно с някоя природонаучна специалност. Въпреки че не се препоръчва завършването на две специалности от един и същи факултет, все пак е възможно.
Общата програма, изисква от студентите от всички специалности да учат пет триместъра математика, включително дифернциални уравнения, теория на вероятностите и статистика, пет триместъра физика, включително квантова механика, специална история на относителността и статистическа механика, два триместъра химия, два биология, както и два триместъра лабораторни упражнения. Освен това всички студенти трябва да вземат 12 семестъра хуманитарни и обществени науки.
Малко студенти биват скъсани или отпадат от университета изцяло. Това се дължи на няколко механизма, които помагат на студентите да оцелеят. Първите два триместъра всички първокурсници получават само оценки „минава“ или „не минава“. През втория триместър студентите получават оценки за собствена информация, но те не влизат в официалните архиви.
Освен това съвместната работа върху домашните задания се поощрява (и често е необходима за успех) в почти всички курсове. Това позволява дори на студенти, които не се справят добре да научат материала и да не изостават.
Калтек има най-ниския процент на студенти, които успяват да завършат за четири години сред водещите университети в САЩ – около 80%, въпреки факта, че новоприетите студентите постоянно имат най-високите средни резултати от тестовете САТ 1 и 2, според класациите на коежите в САЩ. Все пак ситуацията се е подобрила значително с годините. Над 85% от студентите завършват за шест години или по-малко, в сравнение с по-малко от една трети преди 40 години.
Студентите в Калтек са поощрявани да участват в изследователска дейност. Около една втора от всички студенти участват в ежегодната Лятната студентска изследователска програма
(на английски Summer Undergraduate Research Fellowship, съкратено SURF) поне веднъж, а много от тях продължават работа и през учебната година. Студентите пишат проекти, с които кандидатстват за SURF съвместно с преподаватели и около 70% от всички кандидатури биват одобрени. Програмата е отворена за студенти както от Калтек така и от други университети. Тя служи като подготовка за аспирантура и спомага да обясни защо Калтек има най-висок процент випускници, които впоследствие получават докторска степен от всички водещи университети в САЩ.

## Президенти на Калтек
След като колежът на Трууп става Калтек през 1920 г. следните хора са начело на университета:
- Робърт Андрюс Миликан (1921 – 1945), експериментален физик, Нобелов лауреат по физика през 1923 г. (Официалната му длъжност е председател на изпълнителния съвет).
- Лий Алвин ДюБридж (1946 – 1969), експериментален физик (Първият официален президент на университета).
- Харолд Браун (1969 – 1977), физик и политик (Напуска Калтек за да служи в администрацията на президента Джими Картър).
- Робърт Кристи (1977 – 1978), астрофизик (Изпълняващ длъжността президент).
- Марвин Голдбергер (1978 – 1987), теоретичен физик
- Томас Юджийн Евърхарт (1987 – 1997), експериментален физик
- Дейвид Балтимор (1997 – 2006), молекулярен биолог, Нобелов лауреат по физиология или медицина за 1975 г.
- Жан-Лу Шамо (2006-настояще), строителен инженер и образователен администратор